# Janne Puhakka
Janne Puhakka (Espoo, Finlandia; 24 de febrero de 1995 – Espoo, Finlandia; 13 de octubre de 2024) fue un jugador de hockey sobre hielo de Finlandia que jugó en la posición de ala izquierda.

## Equipos
| Periodo   | Club                  |
| --------- | --------------------- |
| 2015-2016 | Espoo Blues           |
| 2016      | → TuTo Turku (cedido) |
| 2016-2017 | Espoo United          |
| 2017-2018 | Rapaces de Gap        |

## Televisión
En 2024 apareció en Petolliset, la versión finesa del programa de telerrealidad The Traitors. Tras la muerte de Puhakka, el canal de televisión que transmitía el programa, Nelonen Media, anunció que no retransmitiría el episodio final del programa el 17 de octubre de 2024 como estaba planeado.

## Vida personal y asesinato
Janne Puhakka fue el primer jugador de hockey sobre hielo a nivel profesional en salir públicamente del armario como hombre homosexual.
Puhakka fue asesinado con un arma de fuego en su casa en Espoo el 13 de octubre de 2024 a los 29 años. Su pareja Rolf Nordmo, de Trøndelag, fue arrestado como sospechoso del crimen.